# Jaden Eikermann
Jaden Eikermann (* 14. Februar 2005 in München), teilweise auch unter dem Namen Jaden Shiloh Eikermann Gregorchuk ([ˈd͡ʒeɪdn̩ ˈʃaɪloʊ ˈaɪ̯kɐˌman ˈɡʁeːɡɔʁˌt͡ʃak]) antretend, ist ein deutscher Wasserspringer. Seine Spezialdisziplin ist das Turmspringen, in der er 2020 bei den Deutschen Meisterschaften die Gold- und 2021 eine Bronzemedaille gewann. In derselben Disziplin nahm er an den Olympischen Spielen 2020 in Tokio und 2024 in Paris teil.

## Karriere

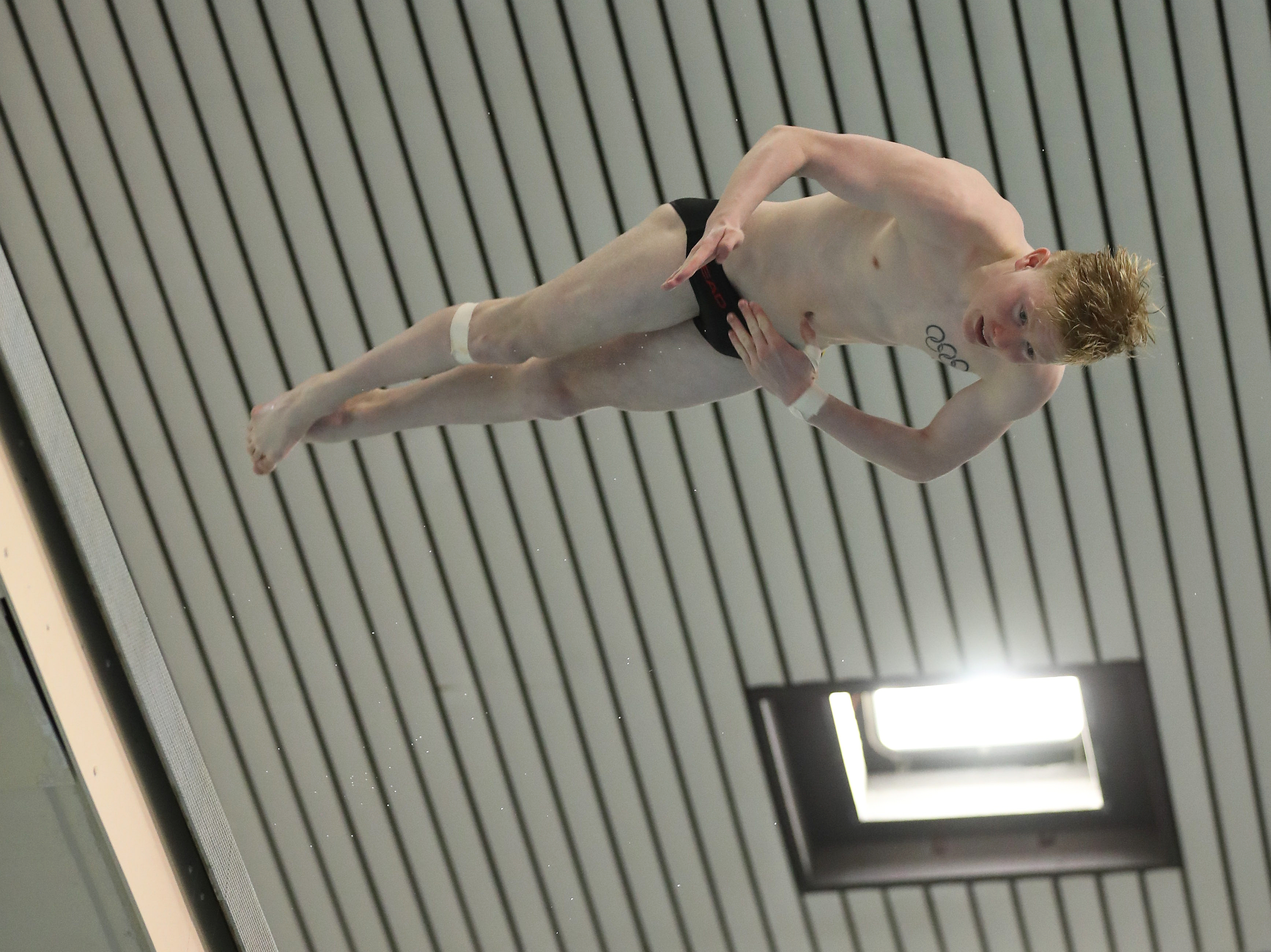
Jaden Eikermann nach dem Absprung vom Turm beim Ulla-Klinger-Cup 2021 des SV Neptun Aachen 1910.

Mit nur sechs Jahren sprang Eikermann zum ersten Mal vom Sprungbrett und trainierte bis zu seinem zehnten Lebensjahr in Monheim, dann in Köln bei der TPSK 1925 e. V. und begann dort, an Wettkämpfen teilzunehmen. Später wechselte er zum SV Neptun Aachen.
Bei den Junioren gewann Eikermann 15-mal die Deutschen Jugendmeisterschaften. Mit 14 Jahren wurde er als damals jüngstes Mitglied in den deutschen Bundeskader aufgenommen. Er qualifizierte sich für die Jugendeuropameisterschaften 2019 in Kasan und erzielte dort den dritten Platz.
Im Mai 2021 landete er beim FINA Diving World Cup in Tokio im Halbfinale auf dem fünften Platz und sicherte einen weiteren Quotenplatz für den Deutschen Schwimmverband für die Olympischen Spiele. Im Finale am darauffolgenden Tag erkämpfte sich Eikermann den siebten Platz und machte sich anschließend direkt auf den Weg nach Ungarn, um dort an den Schwimmeuropameisterschaften teilzunehmen.
Eikermann qualifizierte sich im Alter von 16 Jahren für die Olympischen Spiele 2020 in Tokio als jüngster Teilnehmer des Deutschen Schwimm-Verbandes. Bei diesen erreichte er in der Qualifikation im Turmspringen den 21. Platz.
Bei den Jugendweltmeisterschaften 2021 in Kiew erreichte er den dritten Platz im Turmspringen der Altersklasse B, bei denen im Jahr 2022 in Bukarest den ersten Platz in der Altersklasse A.
Bei den Olympischen Spielen 2024 in Paris erreichte Eikermann gemeinsam mit Timo Barthel im Synchronspringen vom Turm den siebten Rang.

## Erfolge
- Deutsche Meisterschaften 2020: Erster Platz Turm
- Deutsche Meisterschaften 2019: Dritter Platz Turm
- Deutsche Jugendmeisterschaften 2019: Erster Platz Turm, Zweiter Platz 3 m, Zweiter Platz 1 m
- Jugendeuropameisterschaften 2019: Dritter Platz Turm
- Deutsche Jugendmeisterschaften 2018: Erster Platz Turm, Zweiter Platz 3 m